# Alexandr Stoletov
Alexandr Grigorjevič Stoletov, rusky Александр Григорьевич Столетов (10. srpen 1839, Vladimir – 27. květen 1896, Moskva) byl ruský fyzik, profesor Moskevské univerzity. Zabýval se hlavně elektromagnetismem a objevil fotoelektrický jev.
Studoval fotoelektrický jev a jako první dokázal, že světelná energie se může měnit v elektřinu, když roku 1888 zpozoroval, že světelný paprsek procházející síťkou a dopadající na zinkový článek vyvolává elektrickou energii. Tím de facto objevil princip fotobuňky. Vytvořil také první fotočlánek, tedy zařízení vyrábějící fotoelektrický proud neboli elektrický proud protékající obvodem v důsledku dopadajícího světelného záření. Objevil, že tento proud je přímo úměrný intenzitě dopadajícího světla (tzv. Stoletův zákon) a že mezi ozářením a začátkem průtoku fotoelektrického proudu obvodem uplyne méně než jedna milisekunda. Zjistil také, že v případě vlnové délky světla větší než 295 nm fotoelektrický jev nenastává.
Významné byly rovněž jeho objevy v oblasti feromagnetismu. Již ve své dizertační práci z roku 1872 Výzkumy o funkci magnetisace měkkého železa (Исследование о функции намагничивания желез) určil jako první závislost magnetických vlastností železa na intenzitě magnetizujícího pole. Pro zkoumání magnetických vlastností látek poprvé použil balistický galvanometr. Jako první také změřil hysterezní křivku feromagnetika.
Odvodil též vztahy, kterými se řídí elektrický výboj v plynech. Zabýval se rovněž optikou a molekulární fyzikou.
O jeho objevu fotobuňky pojednává sovětský film Kouzelné oko. Je po něm pojmenována hora v Horách prince Charlese v Antarktidě (1 971 m n. m.; 73°22′0″ sev. š., 61°34′0″ vých. d.).